# Eugène Herbodeau
Eugène Herbodeau (Rosnay, 3 avril 1888 - Nice, 23 janvier 1981) est un cuisinier français.

## Biographie
Disciple d'Auguste Escoffier, chef de partie au Carlton de Londres de 1912 à 1914, chef au Ritz de Londres en 1920 jusqu'à 1927, puis chef au Carlton en 1928. Il ouvrit ensuite son propre restaurant à Londres, L'Écu de France.
Eugène Herbodeau a participé a la Première Guerre mondiale et a été libéré en 1919. Il reprend son poste au Carlton, puis devient chef au restaurant Métropole de Brighton.
En 1956, il publie en anglais, un livre sur Auguste Escoffier (1846-1935), rédigé avec son ami Paul Thalamas.

## Ouvrages
- Avec Paul Thalamas : Auguste Escoffier, le grand maître de la cuisine française, Londres, 1956.